# Joachim-Jean-Xavier d'Isoard
Joachim-Jean-Xavier d'Isoard (Aix-en-Provence, 23 ottobre 1766 – Parigi, 7 ottobre 1839) è stato un cardinale e arcivescovo cattolico francese.
Fu nominato cardinale della Chiesa cattolica da papa Leone XII.

## Biografia
Nacque a Aix-en-Provence il 23 ottobre 1766.
Papa Leone XII lo elevò al rango di cardinale nel concistoro del 25 giugno 1827.
Partecipò a due conclavi:
- Conclave del 1829 che elesse Pio VIII
- Conclave del 1831 che elesse Gregorio XVI

Morì il 7 ottobre 1839 all'età di 72 anni.

## Genealogia episcopale e successione apostolica
La genealogia episcopale è:
- Cardinale Scipione Rebiba
- Cardinale Giulio Antonio Santori
- Cardinale Girolamo Bernerio, O.P.
- Arcivescovo Galeazzo Sanvitale
- Cardinale Ludovico Ludovisi
- Cardinale Luigi Caetani
- Cardinale Ulderico Carpegna
- Cardinale Paluzzo Paluzzi Altieri degli Albertoni
- Papa Benedetto XIII
- Papa Benedetto XIV
- Papa Clemente XIII
- Cardinale Giovanni Francesco Albani
- Papa Pio VI
- Arcivescovo François de Pierre de Bernis
- Cardinale Jean-Baptist-Marie-Anne-Antoine de Latil
- Cardinale Joachim-Jean-Xavier d'Isoard

La successione apostolica è:
- Vescovo Toussaint Casanelli d'Istria (1833)